# Cryptophyta
Cryptophyta, Cryptomonada o criptofitas es un grupo pequeño de algas unicelulares con unas 200 especies que viven en aguas marinas y continentales. Son miembros importantes del fitoplancton y se pueden encontrar en aguas estancadas, soportando moderados niveles de contaminación. Son especialmente abundantes en aguas frías tales como los lagos de alta montaña y en aguas árticas y antárticas. En general, las criptofitas son mixótrofas, es decir, capaces tanto de la fotosíntesis como de la fagotrofia. Presentan una cubierta rígida, una invaginación ventral (de ahí el nombre de  crypto, que significa oculto) de la que salen dos flagelos y varias filas de  eyectosomas, de función defensiva. Algunas especies forman zooxantelas, es decir, viven como simbióticas de animales.

## Ecología
Las criptofitas se pueden encontrar en todos los mares, en agua dulce y en aguas estancadas, incluyendo las charcas intersticiales de las playas de arena. Aproximadamente la mitad de las especies son de agua dulce y la otra mitad marinas. Son especialmente abundantes en aguas frías y parecen ser muy sensibles a la cantidad de luz que reciben, a menudo viviendo en las zonas más profundas de los claros lagos oligotróficos más septentrionales y de alta montaña.
Son capaces de sobrevivir durante el invierno en las aguas cubiertas de nieve o hielo, en este caso, desplazándose a la zona más superficial con el objeto de recibir la suficiente cantidad de luz. La supervivencia en estas condiciones de escasez de luz requiere tanto de un sistema fotosintético altamente eficiente como unas reducidas tasas de respiración celular en las bajas temperaturas. Cuando el hielo se funde y la cantidad de luz aumenta considerablemente, las criptofitas se desplazan a las aguas más profundas para evitar el exceso de luz. Son también las especies dominantes en los lagos de agua dulce de la Antártida.
Las criptofitas son organismos principalmente mixotrofos, capaces de realizar la fotosíntesis, si bien algunos miembros son totalmente heterótrofos. La ingestión fagotrófica de bacterias les proporciona la fuente de fósforo y nitrógeno que necesitan en condiciones de escasez de nutrientes.

## Características

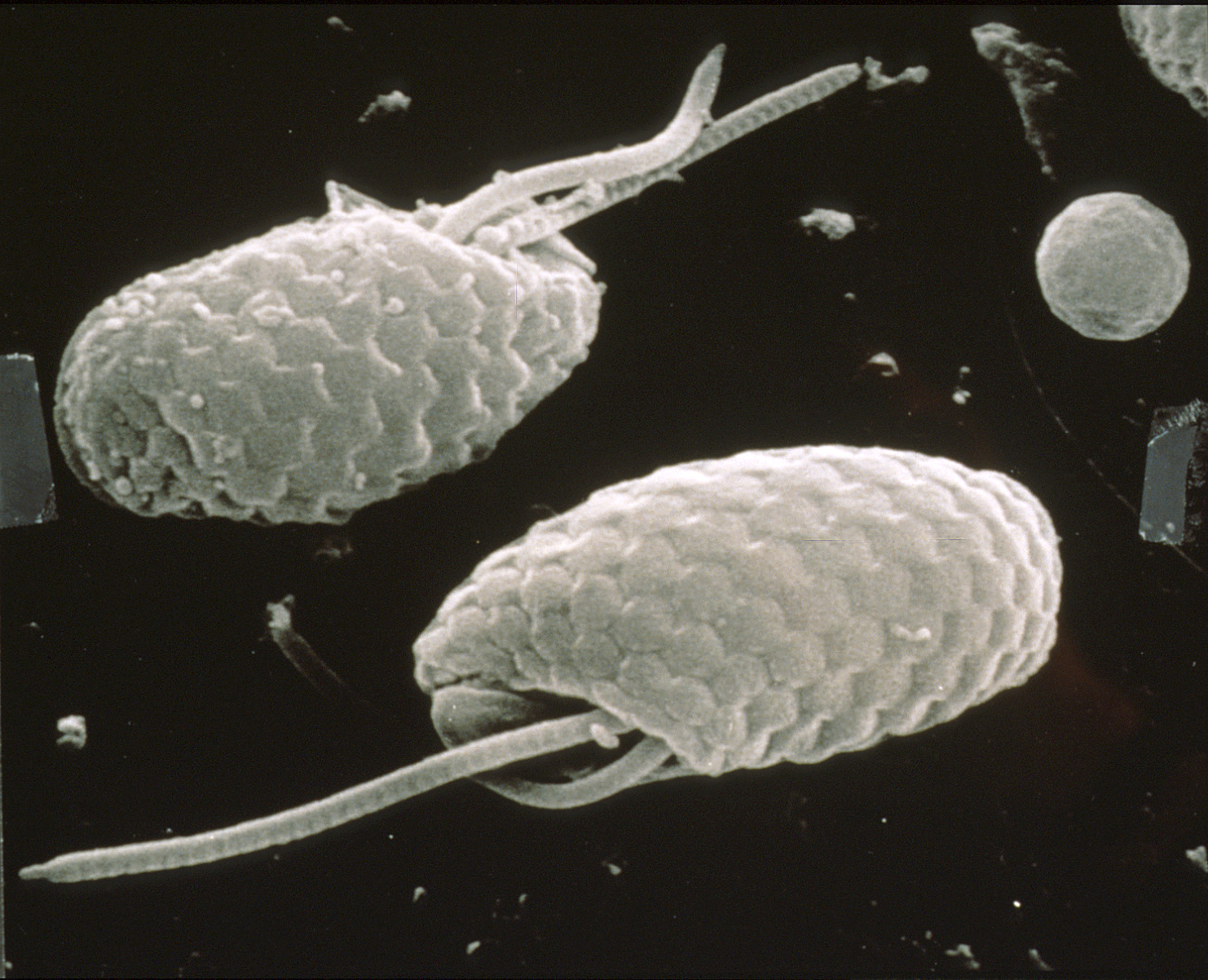
Las criptofitas presentan una cubierta rígida y dos flagelos que salen de una invaginación ventral.

Célula de una criptofita: 1-vacuola contráctil, 2-cloroplasto, 3-tilacoide, 4-mancha ocular, 5-nucleomorfo, 6-gránulo de almidón. 7-ribosomas 70S,
8-núcleo, 9-ribosomas 80S, 10-flagelos, 11-invaginación, 12-glóbulo de lípidos, 13-eyectosoma, 14-mitocondria, 15-pirenoide, 16-aparato de Golgi, 17-retículo endoplasmático, 18-retículo endoplasmático cloroplástico.

Las criptofitas son unicelulares y biflageladas, con células ovales y aplanadas y con un tamaño de alrededor de 10-50 μm. Algunas se presentan en formas cocoides o palmeloides (grupos de células rodeadas de una cubierta de mucílago) y existe un género filamentoso. Por ejemplo, Cryptomonas puede presentar un estado palmeloide del que puede liberarse fácilmente para volver a ser una forma móvil. También pueden formar quistes, rodeados de una pared celular y en animación suspendida, que les permiten sobrevivir en condiciones desfavorables.
El cuerpo celular de las criptofitas es asimétrico, organizado dorsiventralmente. Las células tienen una invaginación ventral de la que salen dos flagelos anteriores casi iguales. Los flagelos presentan fibrillas o mastigonemas, que en el más corto están organizadas en una fila, pero en el más largo lo están en dos hileras opuestas. Los flagelos se insertan de forma asimétrica en el lado derecho de la invaginación, lo que provoca una rotación alrededor del eje longitudinal cuando nadan.
Las criptofitas no presentan una verdadera pared celular. La cubierta específica que rodea a la criptofita es un periplasto de dos capas, una interna y otra externa a la membrana plasmática. La capa externa es fibrosa, mientras que la interna presenta placas proteináceas. Adicionalmente pueden presentar pequeñas placas poligonales externas tanto sobre la superficie celular como sobre los flagelos.
Presentan eyectosomas que emplean para la defensa, pues pueden ser disparados al exterior. Consisten en dos filamentos espirales mantenidos bajo tensión. Si la célula recibe un estímulo, ya sea de tipo mecánico, químico o luminoso, los eyectosomas son descargados, propulsando a la célula lejos de la perturbación en una trayectoria en zig-zag. Los eyectosomas grandes, visibles al microscopio óptico, están asociados a la invaginación; los más pequeños se sitúan por debajo de la periplasto.
Algunas criptofitas presentan una mancha ocular, un orgánulo sensible a luz, constituido por una sola hilera de gránulos y que puede estar situado dentro de la membrana que rodea al cloroplasto o en otros lugares de la célula. En todas las especies de agua dulce está presente una vacuola contráctil para la regulación de la presión osmótica localizada en el vértice de la célula. Las mitocondrias tienen crestas planas. 
La reproducción es asexual, por simple división longitudinal y la mitosis es abierta. Las especies sésiles o coloniales producen zoosporas. La reproducción sexual ha sido observada recientemente.
Para las características de los plastos, véase la clase Cryptophyceae.

## Clasificación
Se distinguen tres órdenes en dos clases.
- Cryptomonadales. Presentan cloroplastos o leucoplastos, estos últimos presentes en tres linajes que perdieron la capacidad fotosintética. No presentan citostoma ni citofaringe, aunque son capaces de ingerir bacterias aparentemente utilizando vacuolas contráctiles. Comprende unos veinticinco géneros y a la mayor parte de las especies.
- Goniomonadales. Carecen de todo tipo de plastos y presentan un citostoma que utilizan para la ingestión de bacterias. Solo se ha descrito un género, Goniomonas.
- Kathablepharida. Es un grupo de organismos depredadores relacionados con los anteriores, que ingieren presas eucariotas a través de un citostoma apical con el apoyo de bandas de microtúbulos longitudinales. No se han observado plastos, aunque algunas especies son cleptoplásticas, robando los cloroplastos de las presas que ingieren. Se conocen unos cuatro géneros.

Cavalier-Smith las incluye en el propuesto reino Chromista en el grupo Cryptista, integrado por criptomonadas, goniomonadas, katablefáridas y otros organismos heterótrofos relacionados. Sin embargo varios especialistas sugieren que son necesarios más estudios filogenéticos para definir la relación entre Cryptophyta y Chromista.